# Adam Petersson
Adam Petersson, född 25 augusti 2000, är en svensk fotbollsspelare som spelar för Mjällby AIF i Allsvenskan. 

## Karriär
Adam Peterssons moderklubb är Asarums IF. 

### Mjällby AIF
Strax innan han fyllde 16 år gjorde han övergången till Mjällby AIF.
Inför Mjällbys återkomst till Superettan 2019 flyttades Petersson upp i seniortruppen, då han skrev på ett treårskontrakt med klubben. Under sin första säsong i seniorlaget blev han utan speltid, då Mjällby AIF som nykomlingar vann Superettan. Istället spenderades hösten på lån i Nosaby IF, för vilka han gjorde tre framträdanden i division 2.
Tävlingsdebuten för Mjällby AIF kom istället via ett inhopp mot Dalkurd FF, i gruppspelet av Svenska Cupen, den 2 mars 2020. Kort därpå förlängde Petersson också sitt kontrakt över säsongen 2022.
Han gjorde sin allsvenska debut med ett inhopp i 2-2-mötet med IFK Göteborg den 22 juni 2020.

## Karriärstatistik
| Klubb              | Säsong             | Liga                      | Liga    | Liga | Nationell cup | Nationell cup | Totalt  | Totalt |
| Klubb              | Säsong             | Division                  | Matcher | Mål  | Matcher       | Mål           | Matcher | Mål    |
| ------------------ | ------------------ | ------------------------- | ------- | ---- | ------------- | ------------- | ------- | ------ |
| Asarums IF U       | 2016               | Division 5 Blekinge       | 11      | 0    | —             | —             | 11      | 0      |
| Mjällby AIF        | 2019               | Superettan                | 0       | 0    | 0             | 0             | 0       | 0      |
| Mjällby AIF        | 2020               | Allsvenskan               | 14      | 0    | 3             | 0             | 17      | 0      |
| Mjällby AIF        | 2021               | Allsvenskan               | 5       | 0    | 2             | 0             | 7       | 0      |
| Mjällby AIF        | Totalt             | Totalt                    | 19      | 0    | 5             | 0             | 24      | 0      |
| Nosaby IF (lån)    | 2019               | Division 2 Östra Götaland | 3       | 0    | —             | —             | 3       | 0      |
| Totalt i karriären | Totalt i karriären | Totalt i karriären        | 33      | 0    | 5             | 0             | 38      | 0      |